# 七龍珠Z 地球超級大決戰
《七龙珠Z 地球超級大決戰》（日語：ドラゴンボールZ 地球まるごと超決戦，英语: Dragon Ball Z: The Decisive Battle for the Entire Earth），是七龍珠在1990年7月7日上映的第6部劇場版動畫。
故事時間線應該是在打完那巴与貝吉塔之後，但是劇場版劇情卻是Z戰士全部倖存，很可能是悟空在界王星訓練中掌握了十倍界王拳, 並在復活後能及時趕到戰場，和等人合力打敗了那巴与貝吉塔。在這之後，達列斯入侵地球，開啓地球爭霸戰的劇情。
本套也是所有劇場版里最多英语配音版本的劇場版。Ocean 1997年英语配音版本曾经把本套被分为三集特别篇在美国的电视机中播放。（在Ocean版本的弗利萨篇第45话与第46话之间）

## 故事
本片為龍珠的劇場版。在一個陽光明媚的日子裡，克林、小八戒、布瑪、悟飯（野澤雅子 飾）相約去山裡野營。夜深人靜，一枚來自外太空的飛行器引發森林大火。克林和悟飯用氣吹散大火，並集結七顆龍珠召喚神龍，將被火焚燬的森林恢復原狀。悟飯還認識了新朋友快速龍。未過多久，新的敵人向地球逼近，他是與悟空長相極其相似的邪惡賽亞人達列斯。達列斯帶著爪牙在宇宙中流浪，到處尋找適合種植神精樹的星球。神精樹的果實可以成倍提高一個人的戰鬥力，但這種樹也會將該星球的生命力全部吸收耗盡。為了阻止達列斯的陰謀，拯救賴以生存的美麗地球，Z戰士團結一致，迎戰敵人……

## 配音員
| 孫悟空   | 野澤雅子   | 李猶龍 |
| 孫悟飯   | 野澤雅子   |        |
| 达列斯   | 野澤雅子   |        |
| 短笛     | 古川登志夫 |        |
| 克林     | 田中真弓   |        |
| 天津飯   | 鈴置洋孝   |        |
| 餃子     | 江森浩子   |        |
| 乐平     | 古谷彻     |        |
| 乌龙     | 龍田直樹   |        |
| 快速龙   | 龍田直樹   |        |
| 巴布     | 龍田直樹   |        |
| 龟仙人   | 宫内幸平   |        |
| 布尔玛   | 鹤弘美     |        |
| 琪琪     | 渡边菜生子 |        |
| 乌儿     | 渡边菜生子 |        |
| 神龙     | 内海賢二   |        |
| レズン   | 内海賢二   |        |
| ラカセイ | 佐藤正治   |        |
| ダイーズ | 真地勇志   |        |
| カカオ   | 里内信夫   |        |
| アモンド | 銀河万丈   |        |
| 界王     | 八奈見乘兒 |        |
| 旁白     | 八奈見乘兒 |        |

## 美国特别篇版本
在1997年11月时，Ocean配音版本把这部剧场版改成特别篇在美国的电视机上播放，至于为什么要改成特别篇就无人可知。在特别篇版本里有些画面和对白被修改或增加些东西下去。与剧场版不同的地方为：
- 被分为三话特别篇来播放。
- 由Shuki Levy，Kussa Mahehi还有Ron Wasserman来进行配乐作曲，把菊池俊辅的配乐全部被更换。
- 在本套出现所有的血腥暴力的镜头全部给删除。比如说该角色被人出拳很重并出血的镜头出现闪光来顶住该镜头。
- 有些镜头和音效全部被删除或修改。
- 达列斯为了让悟饭变身成大猩猩而抓着悟饭的头和眼睛向着月亮的镜头被修改，抓着悟饭的头和眼睛的镜头改成抓着肩膀。
- 在悟饭看着快速龙的样子后恢复成人的镜头被修改，在悟饭全裸对着快速龙的样子上加多一朵花朵来顶住悟饭全裸的镜头。
- 角色攻击别人的身体时会出现特效。
- 悟空打败达列斯的手下后，カカオ依然还在呼吸，原版被悟空打败后就已经死了。
- 悟空使用10倍界王拳后与达列斯战斗的镜头被删除。
- 达列斯打败悟空后踩着悟空的脸的镜头被删除。
- 界王把神精树称为“Tree of Death”（中文为“死灵树”）。之后在最后一部分的戏时，界王说悟空已经毁灭达列斯。
- 在悟空出界王拳给达列斯的手下击败时，悟空说出界王拳。在所有的配音版本（除了日语原版之外）悟空只是在喊叫并没有说界王拳，然而在日语原版里悟空是说着“你们立刻给我滚开！！！”还有在马来西亚英语配音版本里悟空是说着“Ah, you died!!!”（中文为“啊，你死吧！！！”）。

## 制作人员
- 製作總指揮：今田智憲、小島民雄
- 原作：鳥山明
- 企画：森下孝三、清水賢治、週刊少年Jump
- 製作担当：岸本松司、堀川和政
- 劇本：小山高生
- 音樂：菊池俊輔
- 撮影監督：池上元秋
- 編輯：福光伸一
- 録音：二宮健治
- 美術監督：池田祐二
- 作画監修：前田実
- 作画監督：中鶴勝祥、佐藤正樹
- 監督：西尾大介
- 分鏡：西尾大介、山内重保、上田芳裕、橋本光夫、折目達也
- 作画監督補佐：中鶴勝祥、佐藤正樹
- 原画：須田正己、山室直儀、江口寿志、佐藤正樹 他
- 美術：高田茂祝、長崎斉
- 宣伝協力：フジテレビ

## 主題曲
片頭曲「CHA-LA HEAD-CHA-LA」
作詞：森雪之丞、作曲：清岡千穂、編曲：山本健司、歌：影山浩宣
片尾曲
作詞：佐藤大、作曲：清岡千穂、編曲：山本健司、歌：影山浩宣、Ammy

## 相關商品
VHS・LD
1991年2月8日發售。
DVD
- DRAGON BALL 劇場版 DVDBOX DRAGON BOX THE MOVIES

2006年4月14日發售。
- DRAGON BALL THE MOVIES #03 ドラゴンボールZ 地球まるごと超決戦

2008年9月12日發售。
全彩漫畫
《七龍珠Z 地球超級大決戰》（ジャンプ・アニメコミックス ドラゴンボールZ 地球まるごと超決戦）是集英社發行的彩色版漫畫，臺灣是由東立出版社代理正體中文版。
| 卷數 | 集英社        | 集英社             | 東立出版社    | 東立出版社         |
| 卷數 | 發售日期      | ISBN               | 發售日期      | ISBN               |
| ---- | ------------- | ------------------ | ------------- | ------------------ |
| 全   | 1994年5月24日 | ISBN 4-8342-1192-4 | 1995年5月24日 | ISBN 957-34-2021-X |

## 外部連結
- 互联网电影数据库（IMDb）上《七龍珠Z 地球超級大決戰》的资料（英文）